# Кадук річковий
Кадук річковий (Myrmotherula klagesi) — вид горобцеподібних птахів родини сорокушових (Thamnophilidae). Ендемік Бразилії. Вид отримав назву на честь Семюеля Клагеса, американського колекціонера.

## Опис
Довжина птаха становить 9-10 см, вага 7-9 г. Самець пістрявий, чорно-білий. Голова і груди самиці мають жовтувато-коричневий відтінок, груди дещо темніші.

## Поширення і екологія
Річкові кадуки є ендеміками Бразилії. Вони мешкають в штатах Амазонас, Пара і Рорайма в долинах річок Ріу-Бранку, Ріу-Неґру, Мадейри і Амазонки, до впадіння в неї Тапажоса. Річкові кадуки живуть на узліссях і в кронах галерейних і варзейських лісів на висоті до 100 м над рівнем моря.

## Збереження
МСОП вважає цей вид вразливим, через обмежений ареал. Йому загрожує знищення природного середовища.